# Frédéric Galliano
Pour les articles homonymes, voir Galliano.
Frédéric Galliano (né le 23 décembre 1969 à  Grenoble, en Isère) est un musicien français de house, auteur de plusieurs albums et de nombreux EP. Il est le fils de l'accordéoniste Richard Galliano.

## Biographie
Frédéric Galliano naît le 23 décembre 1969 à Grenoble et étudie entre 1987 et 1991 à l'École supérieure d'art et design de Valence,. Il entend pour la première fois de la musique africaine en écoutant les émissions de fin de soirée de la radio d'État française et est attiré par le style roots et traditionnel d'artistes tels qu'Oumou Sangaré. Galliano commence d'abord à remixer de la musique africaine afin de se procurer des morceaux africains modernes et dansants à jouer dans ses sets DJ. Après avoir fondé son propre label discographique Frikyiwa (prononcé Freaky Wah), il sort une série de singles de 12 pouces contenant des titres d'artistes d'Afrique de l'Ouest. Les morceaux proviennent des coffres du très respecté label de musiques du monde Cobalt, basé à Paris, et sont remixés par divers DJ de dub, house et drum and bass.
Son premier album, Espaces baroques, sort le 6 avril 1998 et comprend notamment le morceau Nomades monades qui dure 23 minutes. Son deuxième album, Live infinis, sort le 3 novembre 1998 et est enregistré au studio Jazz sous les pommiers de Coutances, et aux festivals La Défense Jazz Festival et La Villette Jazz Festival de Paris. En 2006 et 2010, il sort les volets un et deux de son album Kuduro Sound System, respectivement.

## Discographie

### Albums studio
- 1997 : Espaces baroques
- 1998 : Live infinis
- 2002 : Frederic Galliano and the African Divas
- 2004 : Sacré Live !
- 2006 : Kuduro Sound System
- 2007 : Hi-iH
- 2010 : Kuduro Sound System volume 2

## Filmographie
- 2001 : Quand on sera grand de Renaud Cohen